# Saskia Bernaola
Saskia Irina Bernaola Regout (Lima, 30 de agosto de 1979) es una actriz peruana. Empezó a los 14 años, actuando en talleres y cursos de corte clown, faceta en la que es más conocida.

## Biografía
De madre neerlandesa, Bernaola estudió en el colegio Mater Admirabilis, colegio inglés de mujeres ubicado en el distrito de San Miguel. Ingresó a la Pontificia Universidad Católica del Perú a la carrera de Diseño Industrial.
Su primera aparición en TV fue en 1997, en la serie juvenil Torbellino, seguidamente actuó en Boulevard Torbellino. En 1999 presentó el programa El 4.º de Juan, junto a Carlos Carlín y Lorenzo Castro. El año siguiente actuó en la telenovela Milagros. Bernaola presentó el programa Mad Science en 2001 y posteriormente se unió al grupo Patacláun.
En 2006 empezó a interpretar al personaje 'Sor Bete' en el espectáculo La santa comedia, y el año siguiente actuó en la obra La rebelión de los chanchos, bajo la dirección de July Naters.
Bernaola, como una de las integrantes de la selección nacional de Impro, participó en el Festival de Improvisación Internacional de Madrid a fines del 2007; y posteriormente en el Mundial de Impro 2008 en Santiago de Chile.
Luego de un año de exitosas funciones en el teatro con La santa comedia, se estrenó en 2007 el sitcom El santo convento, el cual Bernaola protagonizó junto a Patricia Portocarrero y Katia Palma. Ahí interpretó a 'Sor Bete', una de las tres delincuentes disfrazadas de monjas. Posteriormente, participó en el spin-off El santo convento: se muda a un departamento, que duró un año. En 2011 regresó con el personaje de 'Sor Bete' en La santa sazón por Panamericana Televisión.
Con su compañero de pareja con discapacidad auditiva, Bernaola concurso en el reality show de baile El gran show: primera temporada conducido por Gisela Valcárcel, donde obtuvo el 7 puesto tras dos meses de competencia. 

## Vida personal
Bernaola es «casi vegana». Además, declaró que es promotora de la educación en casa, donde enseña a sus dos hijos.
A finales de los años 2010, Bernaola y su esposo Lelé Mitaki emprenderon vivieron temporalmente una casa rodante para realizar una expedición a varios países de Sudamérica.

## Créditos
| Año                 | Título                                       | Rol                                  | Notas                                                      |
| ------------------- | -------------------------------------------- | ------------------------------------ | ---------------------------------------------------------- |
| Televisión          |                                              |                                      |                                                            |
| 1997                | Torbellino                                   | Sonia Calderón                       | Delegada del 4° A                                          |
| 1998                | Boulevard Torbellino                         | Sonia Calderón                       | Delegada del 5° A                                          |
| 1998                | Apocalipsis                                  |                                      |                                                            |
| 1999                | El 4.º de Juan                               | Ella misma                           | Presentadora                                               |
| 2000–01             | Milagros                                     | Rossy Bermúdez                       |                                                            |
| 2001–06             | Mad Science                                  | Ella misma                           |                                                            |
| 2003                | Patacomix                                    | Chaiki                               |                                                            |
| 2007–09             | El santo convento                            | Sor Bete, Mamá Coyote                |                                                            |
| 2010                | El santo convento: se muda a un departamento | Sor Bete, Clara del Bohue, Marijuana |                                                            |
| 2011                | Habacilar                                    | Presentadora de secuencia            |                                                            |
| 2011                | La santa sazón                               | Sor Bete y Clara del Bohue           |                                                            |
| 2011                | Habacilar: Canta si puedes                   | Juez invitada                        |                                                            |
| 2015                | El gran show: Primera temporada              | Concursante                          | 7° Puesto                                                  |
| 2020-2021           | Princesas                                    | Federica Zorrilla                    | Reparto principal                                          |
| 2025                | Brujas                                       | Federica Zorrilla                    | Reparto principal                                          |
| Teatro/Espectáculos |                                              |                                      |                                                            |
| 1993                | Collage                                      |                                      |                                                            |
| 1996                | De qué te quejas                             |                                      |                                                            |
| 2004                | Number two                                   |                                      |                                                            |
| 2005                | Batalla de monólogos                         |                                      |                                                            |
| 2006–10             | La santa comedia                             | Sor Bete                             |                                                            |
| 2007                | La rebelión de los chanchos                  | Gerda                                |                                                            |
| 2012–13             | Las banda-las                                |                                      |                                                            |
| 2016                | El Candidato                                 | Evian                                | Interpretación satírica de la ex primera dama Eliane Karp. |
| Películas           |                                              |                                      |                                                            |
| 2006                | Dragones: destino de fuego                   | Condoreza                            | Voz                                                        |
| 2020                | Sí, mi amor                                  | Marisol                              |                                                            |
| 2022                | ¿Nos casamos? Sí, mi amor                    | Marisol                              |                                                            |
| 2023                | Isla bonita                                  |                                      |                                                            |